# 蕭譲

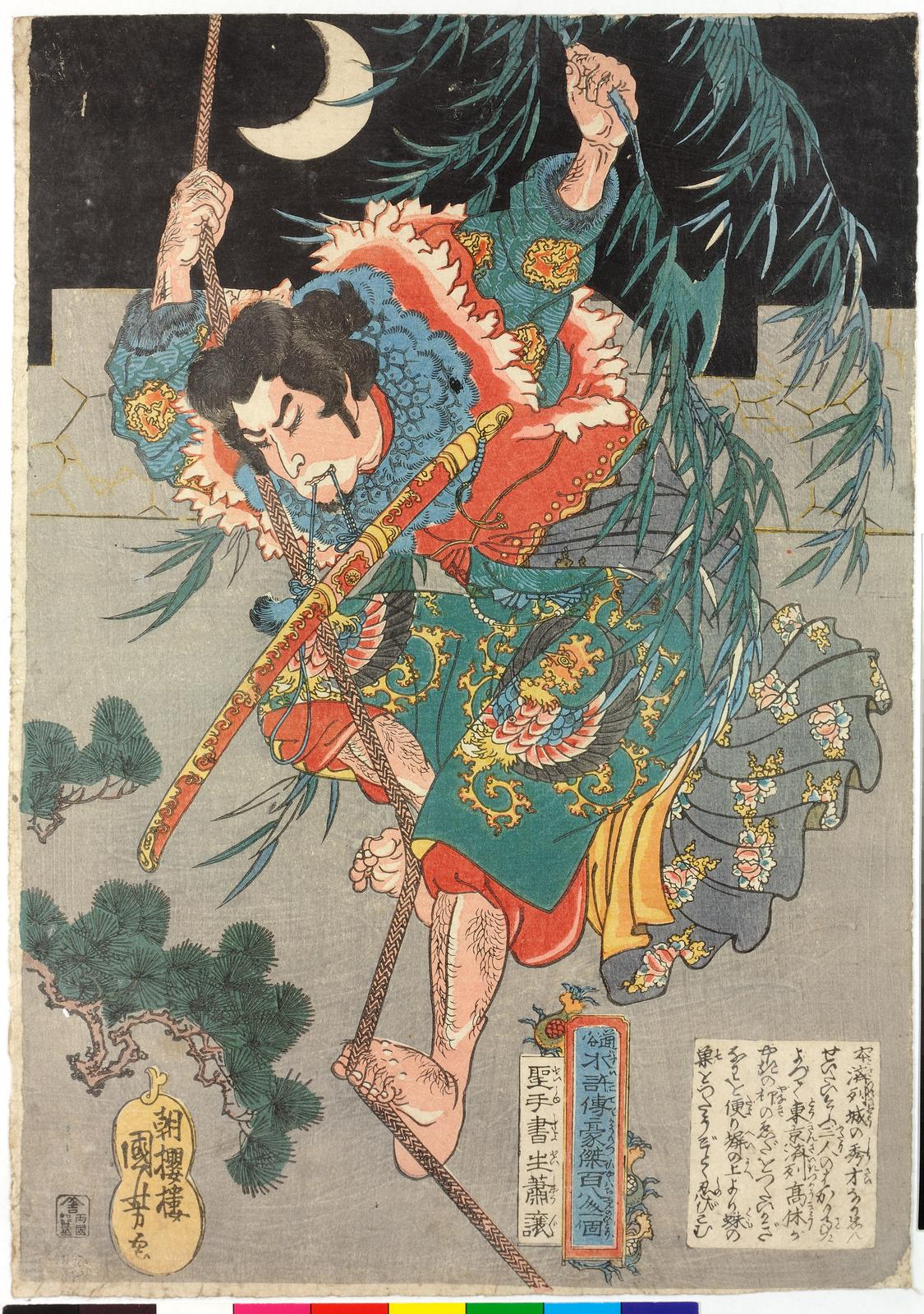
蕭譲

蕭 譲（しょう じょう）は、中国の小説で四大奇書の一つである『水滸伝』の登場人物。
梁山泊第四十六位の好漢。地文星の生まれ変わりで、能筆家であると同時に様々な書家の書体を模倣すことが得意であったため、聖手書生（せいしゅしょせい）と渾名される。一応、剣や槍など武芸をたしなんではいるが、活躍の場はむしろ文の面で、梁山泊では数少ない文人として、文書製作を一手に引き受けている。文人とはいえ、拷問にかけられても屈しない気骨の持ち主で、兵法を用いて敵軍を撃退したり、変装、使者を務めるなど、裏方にとどまらない活躍をすることも多々ある。妻子持ちで、『水滸後伝』では娘が出てくる。

## 生涯
済州の住人。当時の他の多くの無官書生と同じように、書道の教師と碑文や墓碑銘の文面製作などで生活をしていたが、その書の見事さは周囲に知れ渡っていた。ある日、彫刻家の金大堅とともに、その評判を聞いた泰山の道士に呼ばれ、碑文の作成を依頼された。金大堅と連れ立って泰山へ向かうと、途中で梁山泊の山賊に拉致されてしまう。実は道士の正体は江州の牢役人戴宗で、梁山泊の恩人である宋江が江州で無実の罪で処刑されかかっていると知った梁山泊の軍師・呉用は、江州知事の父である宰相・蔡京の手紙を偽造し、都に護送されてくるであろう宋江を奪おうと考え、そのために書と彫刻の名人である2人を誘拐したのだった。山にはすでに家族も連れて来られており、2人はしかたなく梁山泊に協力、そのまま仲間になった。手紙自体は完璧なものが完成したが、呉用が父宰相から息子知事宛に使用する印鑑の種類を取り違えるというミスを犯したため、偽造が発覚、結局梁山泊が江州に乗り込んで宋江を救出した。
梁山泊入山後は、首領が発行する文書の他、書簡、規約、通帳や名簿の作成、処理を担い、裏方ながら梁山泊組織内部で重要な役割を担い、百八星集結時、天から108人の名前が記された碑文が振ってきた時には、道士が読み上げる古代文字で書かれた碑文を一字一句漏らさず写し取った。梁山泊の方針が朝廷への帰順へと傾くと、蕭譲は勅使の応対や朝廷への使者を務めるなど活躍、高俅の屋敷に軟禁された時もあったが、招安の実現に大きな役割を担った。官軍となった後も裏方として立ち回り、遼との戦いの後、戦勝を記念する碑文の文章を作成したり、田虎の戦いの最中、蓋州で大雪が降った時は、雪の結晶に関する薀蓄を披露し、教養の深さを見せ付けた。
王慶との戦いでは、空城の計をつかって少数の兵で敵の大群から宛州城を守り抜く活躍を見せ、裴宣、金大堅とともに敵の捕虜になった時は、降伏を勧める敵を激しく罵り、拷問にも耐え抜くという気骨を見せた。王慶との戦いが終わって都に凱旋した際、自身も書道家である蔡京が蕭譲の書の見事さに惚れ込んで、祐筆として召抱えたいと宋江に要望し、奸臣とはいえ官軍になった以上、時の宰相の意には逆らえず、蕭譲はそこで梁山泊から脱盟、以降は家塾の教師として、蔡京の子弟を教育した。